# Yasuo Suzuki
Yasuo Suzuki (Kanagawa, 30. travnja 1913. - ?) japanski je nogometaš.

## Klupska karijera
Igrao je za Waseda WMW.

## Reprezentativna karijera
Za japansku reprezentaciju igrao je od 1934. do 1936. godine. Odigrao je 2 utakmice.
S japanskom reprezentacijom Yasuo Suzuki je igrao na Olimpijskim igrama 1936.

## Statistika
| Japan  | Japan | Japan |
| Godina | Nas.  | Gol.  |
| ------ | ----- | ----- |
| 1934.  | 1     | 0     |
| 1935.  | 0     | 0     |
| 1936.  | 1     | 0     |
| Ukupno | 2     | 0     |

## Vanjske poveznice
- National Football Teams
- Japan National Football Team Database